# 브랜치 리키

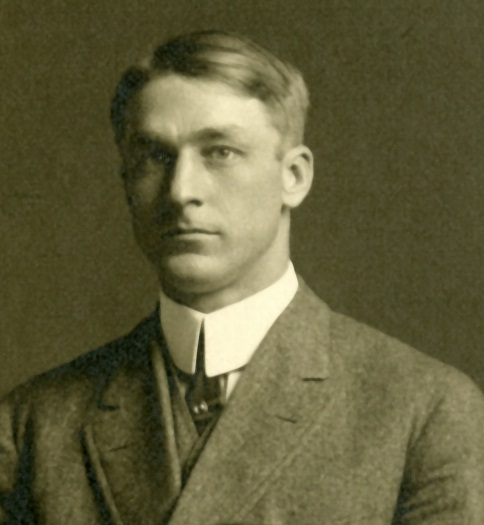

웨슬리 브랜치 리키(Wesley Branch Rickey, 1881년 12월 20일 ~ 1965년 12월 9일)는 혁신적인 메이저 리그 베이스볼의 공로자로 사후 1967년 미국 야구 명예의 전당에 헌액되었다. 그는 아프리카계 미국인 재키 로빈슨, 첫 히스패닉/흑인 수퍼스타 로베르토 클레멘테와의 계약을 성사시켜 메이저 리그 베이스볼 내 인종 차별(color barrier)을 무너뜨렸다.
현대 마이너 리그 팜 시스템 구조를 만들었으며, 타자용 헬멧을 소개한 것으로도 잘 알려져 있다. 또한 1947년 메이저 리그 최초로 통계학자를 구단 정규직으로 채용하면서 통계적 추론(오늘날의 세이버메트릭스)을 야구계에 도입한 선구자이기도 하다.
브랜치 리키가 단장을 지낸 구단으로는 볼티모어 오리올스의 전신 세인트루이스 브라운스(1913-1916), 세인트루이스 카디널스(1917-1918, 1919-1942), 로스앤젤레스 다저스의 전신 브루클린 다저스(1943-1950), 피츠버그 파이리츠(1950-1955)가 있다.